# Hemisphaerius fuscoclypeatus
Hemisphaerius fuscoclypeatus är en insektsart som beskrevs av William Lucas Distant 1916. Hemisphaerius fuscoclypeatus ingår i släktet Hemisphaerius och familjen sköldstritar. Inga underarter finns listade i Catalogue of Life.